# Hans Wilhelm Bansi
Hans Wilhelm Bansi (1899-1982) est un professeur de médecine allemand. Ses recherches en endocrinologie ont porté en particulier sur la glande thyroïde.

## Biographie
Fils du général d’artillerie Paul Bansi (1867-1939), Hans Wilhelm Bansi naît le 22 mars 1899, à Metz, une ville de garnison animée d'Alsace-Lorraine. Avec sa ceinture fortifiée, Metz est alors la première place forte du Reich allemand, constituant une véritable pépinière de militaires d’exception. À la fin de la Première Guerre mondiale, Bansi effectue son service militaire sur le front, où il est grièvement blessé. 
Rentré en Allemagne, il étudie la médecine à l’université Humboldt de Berlin. Il obtient son doctorat de médecine en 1923. Il devient ensuite l’assistant du physiologiste Wilhelm His à l’hôpital universitaire de la Charité de Berlin, avant d’être nommé Oberarzt. Habilité en 1929, il est reçu professeur agrégé en 1935.
Dès 1934, il dirige un département de médecine de l’hôpital Erwin-Leach de Berlin-Reinickendorf, en tant que médecin-chef. Au début de la Seconde Guerre mondiale, il est appelé à servir, comme ses compatriotes Karl Süpfle et Walther Kittel, dans les services de santé du Troisième Reich. D’abord médecin militaire à l’hôpital Charlottenburg-Westend, il est affecté ensuite dans une antenne médicale du Groupe d'armées Centre sur le front de l’Est. 
Après guerre, il est nommé médecin-chef à l’hôpital Langenhorn, puis de 1947 à 1967, il exerce à l’hôpital Sankt Georg de Hambourg.
Hans Wilhelm Bansi décéda le 15 mars 1982, à Hambourg.

## Travaux scientifiques
Ses articles scientifiques traitent d’endocrinologie, et en particulier de la glande thyroïde. Les circonstances l’ont conduit à s’intéresser aux effets de la faim. Il a publié une monographie intitulée Œdèmes de la faim et autres maladies nutritionnelles. Sur la base de ce travail, il a été nommé membre de la Royal Society de médecine de Londres. Étant amené à évaluer l’état de santé des prisonniers de guerre allemands démobilisés, il a observé les conséquences courantes de la malnutrition. Ces derniers l’ont surnommé Vater der Heimkehrer, le « père des rapatriés ». En outre, il a travaillé sur le lancement de la Thyreostatikum, un antithyroïdien. Il a également participé à la création d'un centre moderne pour les maladies de la thyroïde à l'hôpital Saint-Georges. En 1967, il a été élu membre de l’académie allemande des sciences Leopoldina.

## Publications[4]
- Das Hungerödem und andere alimentäre Erkrankungen, Enke, Stuttgart, 1949.
- Thyeotoxikosen und antithyreoidale Substanzen, Thieme, Stuttgart, 1951
- Die Aminosäuren und ihre Bedeutung für Ernährung und Therapie, Steinkopff, Dresde, 1951
- Jod. In: Künstliche radioaktive Isotope in Physiologie, Diagnostik und Therapie. Springer, Heidelberg 1953.
- Die Krankheiten der Schilddrüse In: Handbuch der Inneren Medizin, Springer, Heidelberg 1955.
- Schilddrüsenerkrankungen In: Klinik der Gegenwart. Urban & Schwarzenberg, München 1956.
- Lexikon der inneren Medizin für Praxis und Klinik, Symptomatik, Diagnostik, Therapie, Prognose, Medica Verl., 2 vol. Stuttgart, 1958.
- Lexikon der aktuellen Therapie, Medica Verl., 2 vol., Stuttgart, 1963.
- Zur versorgungsmedizinischen Beurteilung des Herz-Kreislauftodes. Grundsatzgutachten, Kohlhammer, Stuttgart 1966.